# Tanguy Nianzou
Tanguy-Austin Nianzou Kouassi (París, Francia, 7 de junio de 2002) es un futbolista francés de ascendencia marfileña. Juega como defensa y su equipo es el Sevilla F. C. de Primera División de España.

## Trayectoria
Tras empezar a formarse como futbolista en el U. S. Sénart-Moissy entre otros, tras ocho años se marchó a la disciplina del Paris Saint-Germain F. C., con el que empezó jugando en el equipo sub-19. Finalmente hizo su debut con el primer equipo el 7 de diciembre de 2019 en la Ligue 1 contra el Montpellier H. S. C., tras sustituir a Idrissa Gueye en el minuto 25.
El 1 de julio de 2020, tras finalizar contrato con el conjunto parisino, el Bayern de Múnich hizo oficial su fichaje hasta junio de 2024. En dos años disputó 28 partidos en los que anotó un gol.
El 17 de agosto de 2022 se confirmó su fichaje por el Sevilla Fútbol Club.

## Estadísticas

### Clubes
Actualizado al último partido disputado el 25 de octubre de 2024.
| Club                        | Div.          | Temporada     | Liga  | Liga  | Copas nacionales | Copas nacionales | Copas internacionales | Copas internacionales | Total | Total |
| Club                        | Div.          | Temporada     | Part. | Goles | Part.            | Goles            | Part.                 | Goles                 | Part. | Goles |
| --------------------------- | ------------- | ------------- | ----- | ----- | ---------------- | ---------------- | --------------------- | --------------------- | ----- | ----- |
| París Saint-Germain Francia | 1.ª           | 2019-20       | 6     | 2     | 5                | 1                | 2                     | 0                     | 13    | 3     |
| París Saint-Germain Francia | Total club    | Total club    | 6     | 2     | 5                | 1                | 2                     | 0                     | 13    | 3     |
| Bayern de Múnich · Alemania | 1.ª           | 2020-21       | 6     | 0     | 0                | 0                | 0                     | 0                     | 6     | 0     |
| Bayern de Múnich · Alemania | 1.ª           | 2021-22       | 17    | 1     | 1                | 0                | 4                     | 0                     | 22    | 1     |
| Bayern de Múnich · Alemania | Total club    | Total club    | 23    | 1     | 1                | 0                | 4                     | 0                     | 28    | 1     |
| Sevilla F. C. · España      | 1.ª           | 2022-23       | 19    | 1     | 5                | 1                | 6                     | 1                     | 30    | 3     |
| Sevilla F. C. · España      | 1.ª           | 2023-24       | 8     | 0     | 4                | 0                | 2                     | 0                     | 14    | 0     |
| Sevilla F. C. · España      | 1.ª           | 2024-25       | 6     | 0     | 0                | 0                | —                     | —                     | 6     | 0     |
| Sevilla F. C. · España      | Total club    | Total club    | 32    | 1     | 9                | 1                | 8                     | 1                     | 49    | 3     |
| Total carrera               | Total carrera | Total carrera | 62    | 4     | 15               | 2                | 14                    | 1                     | 91    | 7     |

## Palmarés

### Títulos nacionales
| Título                | Club                | País     | Año  |
| --------------------- | ------------------- | -------- | ---- |
| Ligue 1               | París Saint-Germain | Francia  | 2020 |
| Bundesliga            | Bayern de Múnich    | Alemania | 2021 |
| Supercopa de Alemania | Bayern de Múnich    | Alemania | 2021 |
| Bundesliga            | Bayern de Múnich    | Alemania | 2022 |
| Supercopa de Alemania | Bayern de Múnich    | Alemania | 2022 |

### Títulos internacionales
| Título                 | Club             | Sede     | Año  |
| ---------------------- | ---------------- | -------- | ---- |
| Supercopa de Europa    | Bayern de Múnich | Budapest | 2020 |
| Copa Mundial de Clubes | Bayern de Múnich | Catar    | 2020 |
| Liga Europa de la UEFA | Sevilla F. C.    | Hungría  | 2023 |